# Черро-Танаро
Черро-Танаро (итал. Cerro Tanaro) — коммуна в Италии, располагается в регионе Пьемонт, в провинции Асти.
Население составляет 623 человека (2008 г.), плотность населения составляет 133 чел./км². Занимает площадь 5 км². Почтовый индекс — 14030. Телефонный код — 0141.
Покровителем коммуны почитается святой Иоанн Креститель, празднование 24 июня.

## Демография
Динамика населения:

## Администрация коммуны
- Официальный сайт: http://www.comune.cerrotanaro.at.it